# خلین (هلند)
خِلین (به هلندی: Geleen) یک منطقهٔ مسکونی در هلند است که در سیتارد-خلین واقع شده‌است.

## خصوصیات
خیلین ۳۲٫۷۹۰ نفر جمعیت دارد.